# 스페인 국립 관현악단

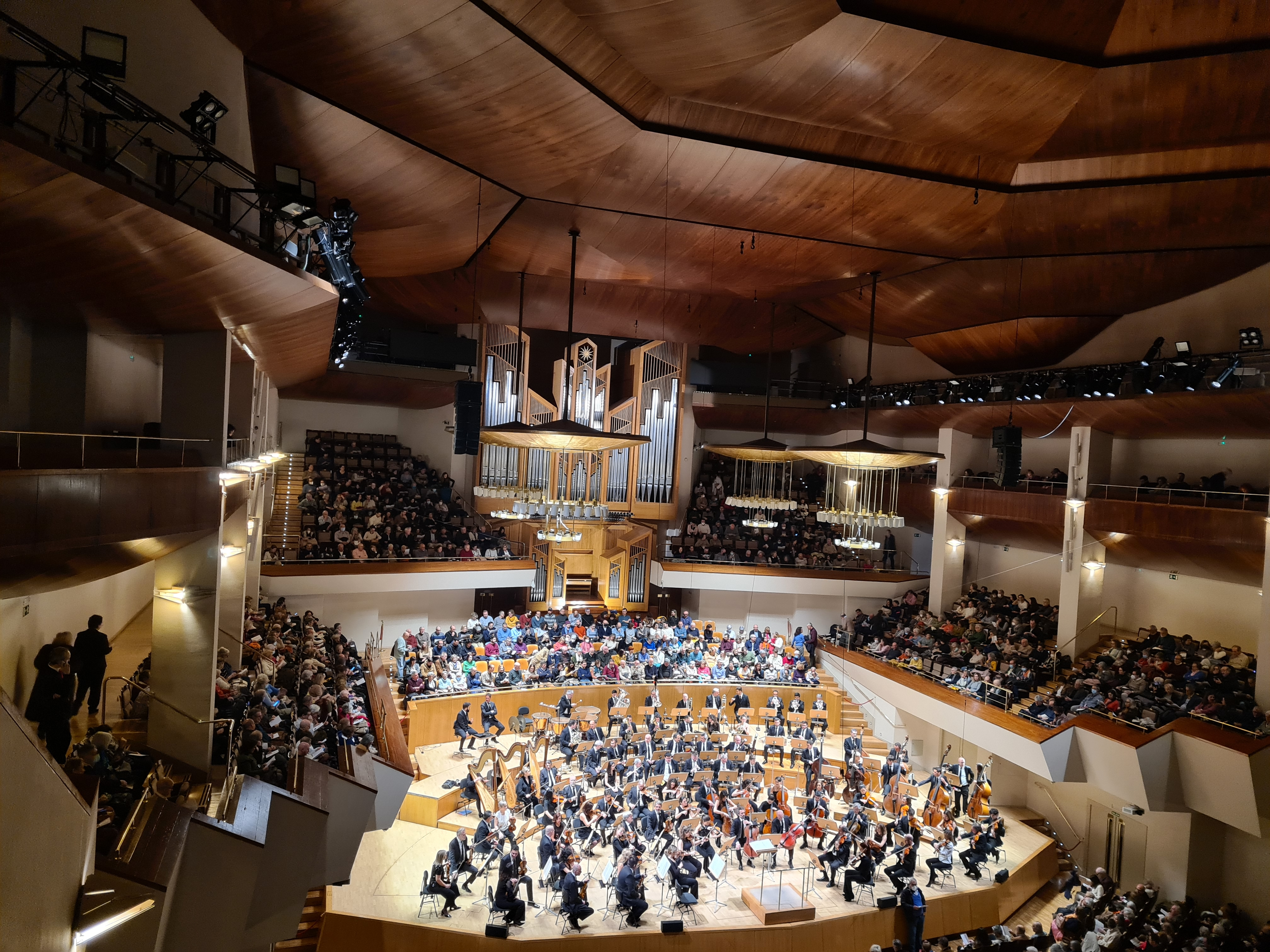
스페인_국립_관현악단

스페인 국립 관현악단(스페인어: Orquesta Nacional de España, Spanish National Orchestra)은 마드리드에 본거지를 둔 스페인의 대표적인 관현악단이다.

## 역사
1937년에 인민전선 정부 산하의 국립 악단으로 창단되었으나, 그 전 해에 발발한 스페인 내전으로 인해 활동에 많은 제약을 받았고 단원도 대부분 정단원이 아닌 상태였다. 지휘자도 연주회 때마다 객원으로 초청해서 공연하는 실정이었으며, 내전 종식 때까지는 정부의 마지막 저항지였던 바르셀로나를 중심으로 활동했다. 프란시스코 프랑코가 이끄는 팔랑헤당이 내전에서 승리한 뒤 본거지를 마드리드로 옮겼고, 1942년에 그 곳에서 활동하던 마드리드 필하모닉 오케스트라와 마드리드 교향악단을 합병한 형태로 사실상 재창단되었다. 초대 상임 지휘자로 마드리드 필의 지휘자를 역임한 바르톨로메 페레스 카사스가 취임했고, 카사스는 1947년까지 재임하면서 악단 활동의 기초를 정비했다.
카사스 사임 후에는 34세의 젊은 지휘자 아타울포 아르헨타가 후임으로 발탁되었고, 아르헨타는 1958년에 타계할 때까지 재임하면서 악단의 연주력과 유명세를 크게 향상시켰다. 동시의 영국의 데카를 비롯한 음반사에서 녹음 작업도 개시했고, 로드리고와 파야, 투리나를 비롯한 스페인 작곡가들의 작품을 중심으로 취입했다. 그러나 아르헨타는 재임 중인 1954년에 프랑코 독재 정권의 음악 정책을 날카롭게 비판하는 글을 언론에 기고해 구설수에 오르기도 했다.
아르헨타 사후 약 5년 동안은 객원 지휘 체제로 운영되었고, 1962년에 라파엘 프뤼벡 데 부르고스가 약관 29세의 나이로 부임했다. 부르고스도 전임자였던 아르헨타의 활동 양상을 이어받아 자국 음악을 중심으로 유럽 악단의 기본 레퍼토리를 섭렵하는데 주력했고, 1978년에 안토니 로스-마르바에게 직책을 인계할 때까지 재임했다. 이후 헤수스 로페스-코보스와 알도 체카토가 차례로 상임 지휘자를 역임했으며, 체카토가 1994년에 사임한 후 약 9년 간의 공백기를 거쳐 2003년에 호세프 퐁스가 예술 감독 겸 상임 지휘자로 부임해 현재까지 재임 중이다.
스페인을 대표하는 국립 관현악단으로서 다양한 레퍼토리를 보유하고 활발한 활동을 하고 있으나, 음반 취입량은 상대적으로 적은 편이다. 최근에는 방송국에서 중계한 실황 음원의 복각 음반도 발매되고 있으며, 부르고스가 사임 후 객원으로 출연한 공연의 실황이나 녹음도 CD로 발매되고 있다. 1971년 창단된 스페인 국립 합창단과 함께 공연하기도 하며, 주요 공연장으로 국립 음악당의 심포니 홀을 사용하고 있다. 이외에도 그라나다나 산탄데르, 산세바스티안 등 국내 음악제에도 정기적으로 참가해 공연하고 있으며, 해외 순회 공연도 개최하고 있다.

## 역대 상임 지휘자
- 바르톨로메 페레스 카사스 (1942-1947)
- 아타울포 아르헨타 (1947-1958)
- 라파엘 프뤼벡 데 부르고스 (1962-1978)
- 안토니 로스-마르바 (1978-1981)
- 헤수스 로페스-코보스 (1984-1989)
- 알도 체카토 (1991-1994)
- 호세프 퐁스 (2003-2014)
- 다비트 아프캄 (2014-  )

## 같이 보기
- 왕립극장 (마드리드)